# 世界大對戰
《世界大對戰》（英語：Pixels）是一部於2015年上映的美國3D科幻喜劇電影，由克里斯·哥倫布執導，提姆·赫利希編劇，電影改編自派屈克·吉恩的2010年網路同名短片。由亞當·山德勒、凱文·詹姆斯、蜜雪兒·摩納漢、彼特·丁拉基、喬許·蓋德、布萊恩·考克斯、艾希莉·班森與珍·考克斯基主演。
主要拍攝開始於2014年6月2日在加拿大的多倫多進行。該片由哥倫比亞影業定於2015年7月24日上映。

## 劇情
1982年，一对13岁的好朋友山姆·布伦纳和威尔·库珀去当地一家游戏机厅玩耍，布伦纳发现自己之前虽然没什么遊戲相關的知识也能精通那里的游戏，并意识到那些游戏有可以认识的“技巧”。他在库珀的邀請下参加第一屆电玩锦标赛，在《大金刚》決赛中被令人反感的玩家埃迪·普兰特打敗了。隨後，這屆比赛现场视频的录像带被装入时空胶囊送往太空。
33年后（即2015年），布伦纳成了家庭影院安装工，而库珀成了美国总统。同一時刻在关岛，美国基地受到一群不明飞行物攻击后变成小发光方块，一名士兵被绑架。
布倫納和库珀总统在酒吧裡見面後，布倫納駕車去別人的家安裝遊戲，並遇到离了婚的维尔莉特·凡·帕顿和她儿子马蒂。不過，布倫納本來想安撫离婚的帕顿，卻因一時失言導致兩人惡言相向。之後，布伦纳被召到白宫，剛好帕顿也要到白宮。让他意外的是，帕顿竟然是一名中校。不過，更让帕顿意外的是，布倫納被总统召見，更潑了帕顿一盆冷水。库珀总统告訴布倫納美国关岛基地受到不明物體攻擊，給予布倫納觀看當時的視頻，希望他能給予意見。库珀总统隨後參與国防會議，布倫納後來不請自入，卻被轟了出去。在回程路上，布倫納發現在电玩大赛中结识的勒德洛·“神奇小子”·拉蒙索夫后，兩人断定外星人误认为當時的录影带视频是战书，用电子游戏中出现的航天器发动袭击。外星人中断电视广播，向地球人下战书，並告知他們已輸了關島一役。定下若他们赢下三个回合将撤離地球，否則就將地球毀於一旦。隨後，外星人告知們第二役的坐標在印度北部，可惜庫珀仍不相信這是外星人襲擊，結果他們没能阻止外星人摧毁泰姬陵的《快打砖块》袭击，导致一名夫妻的男子被绑架，外星人連勝兩場。
之后，布伦纳和勒德洛训练海豹突击队玩经典游戏。维奥莉特研发出一种可有效打击外星人的激光炮，並帶領軍隊到倫敦準備等三場遊戲。在伦敦，外星人借助游戏《大蜈蚣》的模式发起袭击，但士兵不会射击蜈蚣的头部而没能阻止攻击，布伦纳和勒德洛于是走上前将它们击落。获胜后，外星人送来了战利品——《打鸭子》中的狗。
為了贏得下一場勝利，勒德洛和库珀找到现在因欺诈罪在监狱服刑的埃迪，並邀請他加入團隊。在纽约，小队发现必须以幽靈身份对阵吃豆人。吃豆人的作者岩谷彻嘗試勸吃豆人停止攻擊，但反被吃豆人咬到手而只能向后跑开。利用Mini Cooper幫助，布伦纳、勒德洛和埃迪完成了任务，但维奥莉特注意到埃迪隐瞒了某些事。他们赢得了战利品Q伯特，但后来外星人声称有人作弊，星球大賽正式结束。马蒂发现埃迪开了作弊码。埃迪出逃，马蒂被外星人俘获。
外星人隨後派大量经典游戏角色大举进攻华盛顿，库珀也加入队伍對抗外星人，拉德洛則留在地面上執行防禦戰。一名外星人化身为勒德洛从儿时开始一直暗恋的女神丽莎。拉德洛为爱追随女神丽莎，让丽莎站到人类以防禦攻擊，埃迪想要作出补偿也回归作战。另一方面，布伦纳、维奥莉特和库珀被召唤到母舰对战大金刚，营救顶层的俘虏。一行人躲避汽油桶和火球，最终布伦纳扔出铁锤击败大金刚。之后外星人游戏角色自毁，包括丽莎，另外變成像素而破坏的市区环境和人体部分全部还原。
一行人在戰後被封为英雄，库珀总统宣布已與外星人达成和平协议。勒德洛为女神丽莎的离去感到难过，Q波特于是变成丽莎陪伴他。布伦纳和维奥莉特成为情侣，而埃迪跟塞雷娜·威廉姆斯再次见面，还见到玛莎·斯图尔特。一年后，變成丽莎的Q波特与勒德洛结婚，並有了孩子。

## 演員
| 演員          | 角色                                                          | 備註 |
| 亞當·山德勒   | 山姆·布倫納 （Sam Brenner）                                   | 團隊領導人，1980年代電子遊戲的亞軍玩家選手（敗給艾迪），威廉兒時最好的朋友，現在是一名家庭影院的安裝員。 |
| 凱文·詹姆斯   | 威廉·庫柏總統 （President William Cooper）                    | 團隊一員，美國總統，山姆最好的朋友。                                                                     |
| 喬許·蓋德     | 勒德洛·拉蒙索夫 （Ludlow Lamonsoff）                          | 團隊一員，陰謀論迷，聰明但社交能力很差。                                                                 |
| 彼特·丁拉基   | 艾迪·普朗 （Eddie Plant）                                     | 團隊一員，傲慢前電子遊戲玩家，用作弊的方式擊敗山姆，成為1980年代電子遊戲的冠軍玩家選手，山姆的對手。     |
| 蜜雪兒·摩納漢 | 維爾莉特·凡·帕頓中校 （Lieutenant Colonel Violet van Patten） | 團隊一員，武器開發商，山姆的愛人。                                                                       |
| 布萊恩·考克斯 | 波特上將 （Admiral Porter）                                   | 美國高位海軍軍官。                                                                                       |
| 艾希莉·班森   | 莉莎夫人 （Lady Lisa）                                        | 探索著1980年代電子遊戲的美麗戰士。                                                                       |
| 珍·考克斯基   | 卡羅琳·庫柏 （Carolyn Cooper）                                | 庫珀總統的妻子，曾和山姆約會過。                                                                         |
| 西恩·賓       | 希爾下士 （Corporal Hill）                                    | 英國陸軍軍官。                                                                                           |
| 丹尼斯·秋山   | 岩谷徹 Toru Iwatani                                           | 經典遊戲《小精靈》創作者，想跟小精靈接觸時右手被小精靈咬到變成像素。                                     |

真正的岩谷徹本人則客串一名遊戲機台的修理工人，短暫出現在電影開頭的電子遊戲場其中一景。

## 電影中的真實遊戲角色、動漫角色、場景
任天堂
- 大金剛：本片中最後一位對戰的遊戲角色，也是主角山姆在1982年電玩世界大賽輸給艾迪的遊戲。
- DUCK HUNT：倫敦大蜈蚣對戰後所獲得的戰利品。
- 瑪利歐

Namco
- 大蜜蜂：襲擊美國關島基地，也是首次現身的外星電玩角色。
- Pac-Man（舊版）：紐約大戰中的主要敵人，所有被小精靈咬過的東西都會變成像素。
- 打空氣

Gottlieb公司的Q伯特系列遊戲
- Q伯特：紐約小精靈對戰後得到的戰利品／夥伴。

Vid Kidz公司、WMS產業（舊威廉士電子有限公司）的遊戲
- 機器人大戰：2084
- 鴕鳥騎士

TAITO公司的遊戲
- 快打磚塊
- 太空侵略者

Data East的遊戲
- 漢堡世界

Konami公司的遊戲
- 青蛙過河

雅達利公司的遊戲
- 公路狂飆
- 送報童
- 大蜈蚣（英语：Centipede (video game)）
- 飛彈指揮官

Compile/SEGA的遊戲
- 魔法氣泡

其他遊戲公司的遊戲
- 俄羅斯方塊

本電影原創遊戲
- DOJO QUEST－莉莎夫人（Lady Lisa）

非電玩遊戲角色
- 藍色小精靈

## 發行
電影预告片於2010年4月9日推出。本片原定的發布日為2015年5月15日，但之后於2014年8月12日宣布上映日將延至2015年8月24日。

### 評價
爛番茄基於170條專業影評新鮮度僅16%，平均得分3.8／10，觀眾評級46%。Metacritic得分27（滿分100），差評居多。

### 票房
電影搶先於2015年7月16日在韓國的首周開出330萬美元的票房。美國首周票房2400萬美元居亞軍，排於《蟻人》之後。
中国大陆首周6天收获7800万人民币列第三位，最终累计1亿人民币。
| 上一届： 《玩轉腦朋友》 | 2015年香港一週票房冠軍 第34周 | 下一届： 不詳 |

## 榮譽
| 獎項                               | 得獎人      | 結果 |
| ---------------------------------- | ----------- | ---- |
| 青少年票選獎夏季選擇獎：電影男演員 | 亞當·山德勒 | 提名 |

## 外部連結
- 互联网电影数据库（IMDb）上《世界大對戰》的资料（英文）
- Box Office Mojo上《世界大對戰》的資料（英文）
- 爛番茄上《世界大對戰》的資料（英文）
- Metacritic上《世界大對戰》的資料（英文）
- AllMovie上《世界大對戰》的资料（英文）
- 開眼電影網上《世界大對戰》的資料（繁體中文）
- 时光网上《世界大對戰》的資料（简体中文）
- 豆瓣电影上《世界大對戰》的資料 （简体中文）